# Horiuchi Satoshi
Satoshi Horiuchi (sinh ngày 5 tháng 8 năm 1974) là một cầu thủ bóng đá người Nhật Bản.

## Sự nghiệp câu lạc bộ
Satoshi Horiuchi đã từng chơi cho Yokohama Marinos.